# Human (radiodiffusion)
Pour les articles homonymes, voir Human.
Human (typographiée HUMAN), anciennement Humanistische Omroep, est une association publique néerlandaise de production et de radiodiffusion audiovisuelle fondée en 1989 et opérant sous l'égide de la Nederlandse Publieke Omroep (NPO). 
L'association se concentre sur la diffusion d'émissions dans une perspective humaniste. Depuis 2001, Human fait partie de l'Humanistische Alliantie (Alliance humaniste).